# Piccolo cuore
Piccolo cuore (Banjo)  è un film del 1947 diretto da Richard Fleischer.

## Trama
Pat, una bambina di nove anni, rimane orfana e va a vivere in città con la ricca e giovane zia Elizabeth, la quale però non le permette di tenere con sé il cagnolino Banjo. La bestiola si fa male e Pat la fa curare dal Dottor Hartley, un giovane medico che è anche l'ex fidanzato della zia: con l'aiuto del cane avverrà la riconciliazione.